# 평등의 원칙
평등의 원칙이란 공법에 기준이 되는 원칙 가운데 하나로 특별히 합리적인 사유가 존재하지 않는 한 국민을 공평하게 처우해야 한다는 공법상 원칙이다.
이 원칙의 근거는 대한민국 헌법 11조 근거를 두고있다고 해석하고 있다
단  평등의 원칙은 적법한 공법행위에서만 적용된다 반대로 말하면 불법한 공법행위는 적용되지 아니하며 그 이유는 불법한 공법행위를 평등의 원칙을 적용해 인정하면 법치국가의 붕괴를 가져올 수 있기 때문이다.

## 판례
- 개별사건의 위헌 여부는, 그 형식만으로 가려지는 것이 아니라, 나아가 평등의 원칙을 추구하는 실질적 내용이 정당한지 아닌지를 따져야 비로소 가려진다.[1]

- 야간에 흉기 기타 위험한 물건을 휴대하여 협박의 죄를 범한 자를 5년 이상의 유기징역에 처하도록 규정한 폭력행위등처벌에관한법률 제3조 제2항 부분은, 협박의 죄를 범한 자와 행위내용 및 결과불법이 전혀 다른 상해를 가한 자 또는 체포,감금,갈취한 자를 동일하게 평가하고 있으므로, 형벌 체계상의 균형성을 현저히 상실하여 평등의 원칙에 위배된다.[2]

- 법원의 재판을 국가인권위원회에의 진정대상에서 제외하는 것은, 법원에 의한 기본권침해의 가능성이 국회나 행정부에 의한 경우보다 상대적으로 적고, 하급심법원의 재판이 기본권을 침해하는지 여부에 관하여 상급심법원이 다시 심사할 기회가 있다는 점에서, 다른 기관에 의한 기본권 침해의 경우와는 본질적인 차이가 있어 차별을 정당화하므로, 평등의 원칙에 위배된 것이라고 할 수 없다.[3]

- 전상군경 등의 보상수급권 발생시기를 보상대상자로 결정,등록된 때로 정하였기 때문에 보상대상인 피해가 발생한 때로 소급하여 보상을 받을 수 없다고 하더라도 평등원칙에 반하지 않는다.[4]

- 같은 정도의 비위를 저지른 자들 사이에 있어서도 그 직무의 특성 등에 비추어, 개전의 정이 있는지 여부에 따라 징계의 종류의 선택과 양정에 있어서 차별적으로 취급하는 것은, 사안의 성질에 따른 합리적 차별로서 이를 자의적 취급이라고 할 수 없는 것이어서 평등원칙 내지 형평에 반하지 아니한다. 따라서 학습지 채택료를 수수하고 담당 경찰관에게 수사무마비를 전달하려고 한 비위를 저지른 사립중학교 교사들 중 잘못을 시 인한 교사들은 정직 또는 감봉에, 잘못을 시인하지 아니한 교사들은 파면에 처한 것이 그 직무의 특성 등에 비추어 재량권의 범위를 일탈·남용한 것이 아니다.[5]

## 같이 보기
- 자의금지원칙
- 비례원칙